# Scottish World Invitation Tournament 1966
Das Scottish World Invitation Tournament 1966 im Badminton fand vom 17. bis zum 20. März 1966 in Glasgow statt.

## Finalergebnisse
| Disziplin    | Sieger                           | Finalist                      | Ergebnis           |
| ------------ | -------------------------------- | ----------------------------- | ------------------ |
| Herreneinzel | Tan Aik Huang                    | Masao Akiyama                 | 15-0, 15-7         |
| Herrendoppel | Tan Yee Khan Ng Boon Bee         | Svend Andersen Per Walsøe     | 15-13, 15-11       |
| Damendoppel  | Margaret Barrand Jennifer Horton | Imre Rietveld Heather Nielsen | 17-16, 14-17, 15-5 |
| Mixed        | Tony Jordan Jennifer Horton      |                               |                    |